# Дальдер
Дальдер (даальдер) или дальдре (нидерл. daalder, daaldre) — названия талера и его местных разновидностей соответственно в северных и южных провинциях Нидерландов. Такими разновидностями являются, например:
- лёвендальдер (львиный талер), получивший своё название по изображённому на монете льву;
- рейксдальдер, близкий по монетной стопе немецкому рейхсталеру;
- альбертусдальдер (чаще альбертусталер), также называвшийся крестовым талером или патагоном;
- дукатон и лёгкий дальдер (равен 1⁄2 дукатона);
- серебряный дукат, который с 1700 года полностью вытеснил рейксдальдер, но получил обиходное название последнего;
- монета достоинством 2+1⁄2 гульдена, также называвшаяся рейксдальдером и чеканившаяся в Нидерландах до введения евро в 2002 году.

Некоторые разновидности дальдера — прежде всего лёвендальдер, патагон и нидерландский рейксдальдер — были хорошо известны в России. В частности, в 1655 году, в ходе денежной реформы Алексея Михайловича (1654—1663), со специальной надчеканкой («признаком») вместе с другими талерами они, будучи приравненными к 64 копейкам, непосредственно участвовали в денежном обращении. Эта группа монет получила название «ефимки с признаком».

## Краткий обзор
Монеты талерового типа (гульденгрош, иоахимсталер) появились в германских государствах на рубеже XV и XVI веков и очень быстро распространились по всей Европе. Нидерланды тогда входили в состав Бургундии (до 1482 года), затем перешли под контроль Габсбургов. В 1548 году семнадцать нидерландских провинций получили значительную автономию, оставаясь однако зависимыми от Испании. Здесь, в Нидерландах, европейские талеры назывались дальдерами (на Севере) или дальдре (на Юге).
В годы правления Филиппа II (1556—1598) Испания выпустила для нидерландских провинций талер общим весом 34,28 грамма, который по погрудному изображению испанского короля на одной из сторон получил название «филипсдальдер». Первые собственные нидерландские талеры, названные лёвендальдерами, появились в 1575 году, вскоре после начала войны за полную независимость (1568—1648). Через два года, в 1577-м (по другим источникам в 1578-м), испанский король Филипп II выпустил для ещё находившихся под его контролем провинций государственный талер (штатендальдер), который по решению Генеральных штатов должен был чеканиться всеми провинциями.
В 1581 году семь северных территорий образовали независимую Республику Соединённых провинций. Штатендальдеры продолжали чеканить южные, испанские Нидерланды. Северные с 1583 года начали выпуск рейксдальдеров (лейцестердальдер, рейксдальдер Соединённых провинций, арендрейксдальдер и другие разновидности), близких по содержанию серебра и пробе германским рейхсталерам. На территориях, подконтрольных Испании, с 1612 года чеканились альбертусдальдеры (патагоны), а с 1618-го — дукатоны. Последние содержали чуть больше серебра, чем типичный европейский талер (28—30 против 24—25 граммов), и были равны двум лёгким дальдерам (14,5—15,5 грамма серебра). С 1659 года дукатоны и их производные чеканились и северными Нидерландами. Тогда же Соединённые провинции начали выпуск подражаний альбертусдальдеру, которые официально назывались «серебряные дукаты», но в обиходе — «рейксдальдеры» — так же, как и близкие им по пробе и содержанию серебра имперские талеры.
В 1815 году, сразу после окончания наполеоновских войн, Соединённые провинции и Южные Нидерланды образовали Объединённое королевство Нидерландов, а в 1816-м ввели десятичную денежную систему, при которой 1 гульден равнялся 100 центам (ранее 20 стюверам). Выпуск всех разновидностей дальдеров был прекращён, однако из-за их большой популярности с 1839 года началась чеканка серебряных монет в 2+1⁄2 гульдена (такова была стоимость серебряных дукатов с 1659 года и до прекращения их чеканки), которые быстро получили привычное обиходное название «рейксдальдеры». Их выпуск продолжался вплоть до введения в Нидерландах евро в 2002 году.

## Основные разновидности
В данном разделе представлены основные разновидности дальдеров и монет, близких им по содержанию серебра, которые приводятся в хронологическом порядке начала чеканки.

### Филипсдальдер
Во второй половине XVI века Филипп II (1556—1598) выпустил для своих нидерландских провинций талер общим весом 34,28 грамма при содержании серебра в 28,55 грамма, который по погрудному изображению испанского короля на одной из сторон монеты получил название «филипсдальдер» (возможные варианты названия, встречающиеся в русскоязычных источниках: филиппсдальдер, талер Филиппа, дальдер Филиппа). На другой стороне монеты был отчеканен герб Испании.
Выпускались подражания этому дальдеру (тот же общий и чистый вес, погрудное изображение правителя). В 1586 году в независимых провинциях фаворит английской королевы Елизаветы I и нидерландский штатгальтер Роберт Дадли, граф Лестер (Лейстер, Лейцестер, Лейчестер) начал чеканку лейцестер-реала, монеты, равной по весу дальдеру Филиппа. На одной стороне отчеканен портрет наместника, на другой — гербовые щиты шести независимых провинций вокруг пучка стрел. Выпускались также кратные и дробные — 1+1⁄2, 1⁄20 и 1⁄40 реала. В 1601 году в Кампене чеканилось подражание с портретом императора Священной Римской империи Рудольфа II (1576—1612). Кроме того, выпускались монеты достоинством в 1⁄5 и 1⁄2 рудольфсдальдера.

### Лёвендальдер

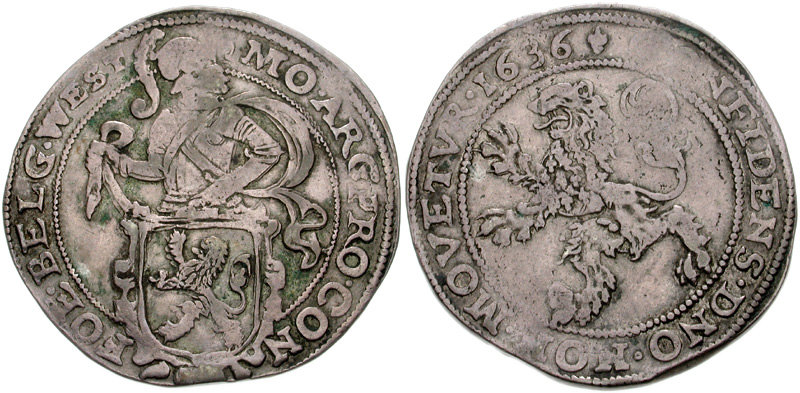
Львиный талер, лёвендальдер, лёвок, догт, асади-куруш, абу-кельб

Лёвендальдер выпущен Нидерландами в 1575 году во время войны за независимость от Испании, однако в отличие от прототипов был сравнительно низкопробным: чистый вес серебра — 20,736 г, общий — 27,648 г. На одной стороне монеты был изображён рыцарь в доспехах с гербовым щитом провинции, на другой — стоящий на задних лапах лев и круговая легенда (отсюда и пошло название монеты — львиный талер, львиный дальдер, лёвендальдер).
Первоначально монета выпускалась для внутреннего обращения, но затем только для торговли в Леванте. В Турции она называлась «асади-куруш», у арабов — «абу кельб» («отец собаки», с собакой ассоциировался лев, изображённый на монете). Однако из этого региона лёвендальдер в конце концов был вытеснен более высокопробным талером Марии Терезии. Монета также была популярна в Европе и Америке. В XVII веке по её образцу выпускались талеры в Эмдене, Бранденбурге, Инсбруке, Дании, Италии и других странах. Именно от лёвендальдера произошло наименование современных валют Румынии и Молдавии — «лей». В Мэриленде монета называлась «догт» (от англ. dog — собака).

### Штатендальдер
Штатендальдер или государственный дальдер был введён в 1577 или 1578 году в Семнадцати провинциях в годы правления Филиппа II (1556—1598) и отличался от филипсдальдера как весом, так и оформлением. Общий вес монеты составлял 30,47 (или 30,6) грамма при чистом содержании серебра в 22,74 г (у филипсдальдера — 28,55/34,28 г). На монете было отчеканено погрудное изображение испанского короля в короне и со скипетром. На другой стороне — герб Испании, опоясанный цепью Ордена Золотого руна. Чеканились также дробные — 1⁄2 и 1⁄4 штатендальдера. Выпуск этих монет по решению Генеральных штатов должны были осуществлять все провинции.

### Рейксдальдер
Вместо низкопробного лёвендальдера, который в конце концов стал торговой монетой, для внутреннего обращения Соединённые провинции начали чеканить рейксдальдеры (риксдальдеры), основанные на монетной стопе выпущенного в 1566 году немецкого рейхсталера (отсюда и местное название). Эти монеты имели несколько основных разновидностей.
Еще до образования Соединённых провинций Нидерландов в Гронингене выпускалась первая или одна из первых разновидностей — рейксдальдер Святого Яна. Он чеканился до 1602 и содержал изображение Иоанна Богослова.
В 1583 году в Дордрехте был выпущен рейксдальдер с погрудным портретом лидера войны за независимость северных провинций Вильгельма I Оранского с мечом. По этому изображению монета получила обиходное название «дальдер принца» («княжеский дальдер»), сохранившееся за всеми рейксдальдерами этого типа. Другое название монеты — «рейксдальдер со шлемом», полученное по отчеканенному на другой стороне шлему, под которым располагался гербовый щит.
С 1586 года в годы недолгого правления Роберта Дадли, графа Лестера (Лейцестера) выпуск подобных рейксдальдеров начали почти все Соединённые провинции, кроме Фрисландии и Гронингена. Монета, называвшаяся «рейксдальдер Лестера», содержала 25,97 г серебра при общем весе 29,24 г и выпусклась до 1604 года. На одной стороне было почти то же изображение рыцаря с мечом, что и на рейксдальдере со шлемом, а на другой — гербовый щит, образованный из гербовых щитов провинций.
Почти такое же оформление (вместо гербового щита, образованного из гербовых щитов провинций, — коронованный щит с гербом Нидерландов), но несколько меньшее содержание серебра (25,69 г при общем весе 29,03 г) имела монета, выпуск которой все Соединённые провинции, кроме Гронингена, начали с 1606 года. Чеканка этой разновидности, получившей название «рейксдальдер Соединённых провинций» или «нидерландский рейксдальдер», продолжалась до 1700 года.
Ещё одна разновидность — арендрейксдальдер или рейксдальдер с орлом (от нидерл. arend — орёл), на одной из сторон которого был изображён двуглавый орёл. На другой стороне чеканилось погрудное изображение вооружённого мечом бородатого мужчины в берете, гербовые щиты провинций, другие изображения. Монета имела вес и пробу рейксдальдера (25,97/29,24 г) и выпускалась в Соединённых провинциях (Фрисландия, 1583—1603; Девентер, 1603—1629; Кампен, 1614—1615; Зволле, 1601—1653). Чеканились также дробные — 1⁄10, 1⁄5, 1⁄4 и 1⁄2 арендрейксдальдера.
После 1659 года Соединённые провинции начали выпускать ещё одну разновидность дальдера — серебряный дукат, прототипом которого стал альбертусдальдер (патагон) Испанских Нидерландов. Однако новая монета также часто называлась рейксдальдером. Впоследствии (с 1839 года) это название носили также серебряные монеты достоинством в 2+1⁄2 гульдена.

### Дукатон

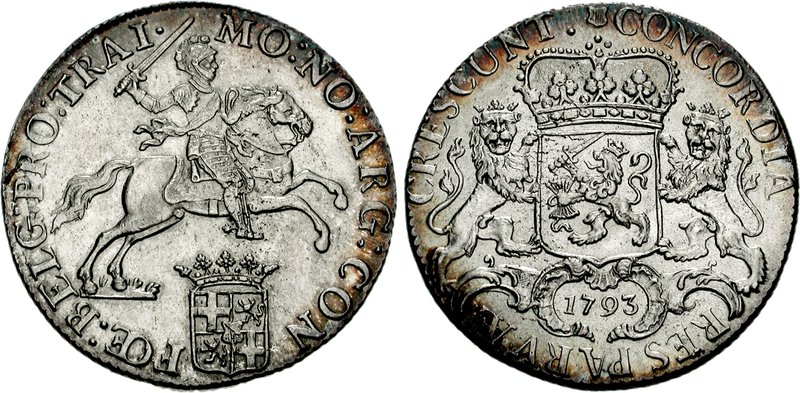
Дукатон, серебряный всадник

Первые дукатоны выпускались в Гельдерне и Фрисландии в 1582—1585 годах и имели чистый вес в 22,98 грамма при общем весе в 27,13 грамма, то есть были очень близки к штатендальдеру. С 1618 по 1792 год (на Юге до 1755 года) монеты с таким названием чеканили многие провинции Нидерландов, но уже с повышенным весом: чистый — 30 граммов (позже 28,88 грамма), общий — 32,5 грамма (или 32,78 г). На одной стороне был отчеканен скачущий всадник (отсюда одно из названий монеты — «серебряный всадник»), на другой — испанский, позже австрийский гербовый щит между двумя львами. В Соединённых провинциях монета выпускалась с тем же весом, но с изображением нидерландского гербового щита.
Чеканились также кратные — 2 (в том числе в форме клиппы) и 3 дукатона.

### Лёгкий дальдер

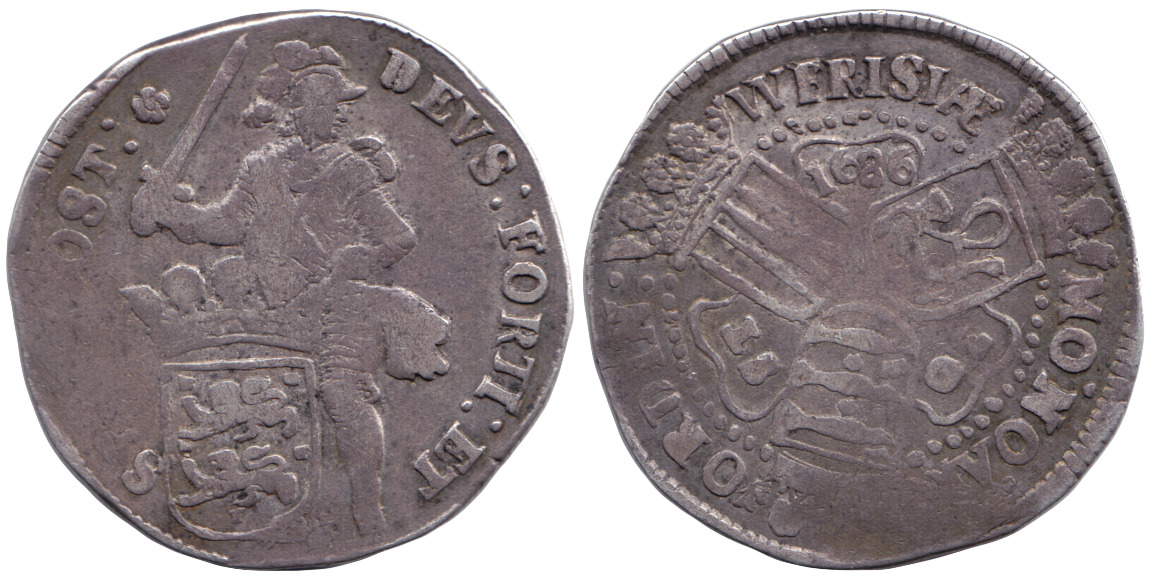
Дальдер, 1686 — Нидерланды, Западная Фрисландия, серебро, вес 15.9 г.

Монета, равная половине дукатона, называлась лёгким или провинциальным дальдером, провинциалдальдером. Её общий вес составлял 15,888 грамма (чистое серебро — 14,56 г). Начиная с 1676 года (хотя редкие выпуски были и ранее) лёгкий дальдер чеканился во многих городах и провинциях Северных Нидерландов.
Разновидностью лёгкого дальдера является арендсдальдер (орлиный дальдер), на котором был изображён двуглавый орёл. На другой стороне чеканился гербовый щит и обозначение номинала «60» (гротов). Арендсдальдер, его кратные и дробные (2+1⁄2, 1⁄3, 1⁄6 и 1⁄12) чеканились в Зеландии (в 1602—1619 годах) и Фрисландии (в 1617—1618 годах). Общий вес монеты составлял 20,68 грамма, а содержание серебра — 15,51 грамма.
Другая разновидность — коггердальдер (дальдер со стрелами), который в 1601, 1682 и 1687 годах выпускался в Фрисландии. Его характерная особенность — изображение четырёх гербовых щитов вокруг пучка стрел на одной из сторон монеты. Общий вес — 19,19 грамма при содержании серебра в 14,53 грамма.

### Альбертусдальдер

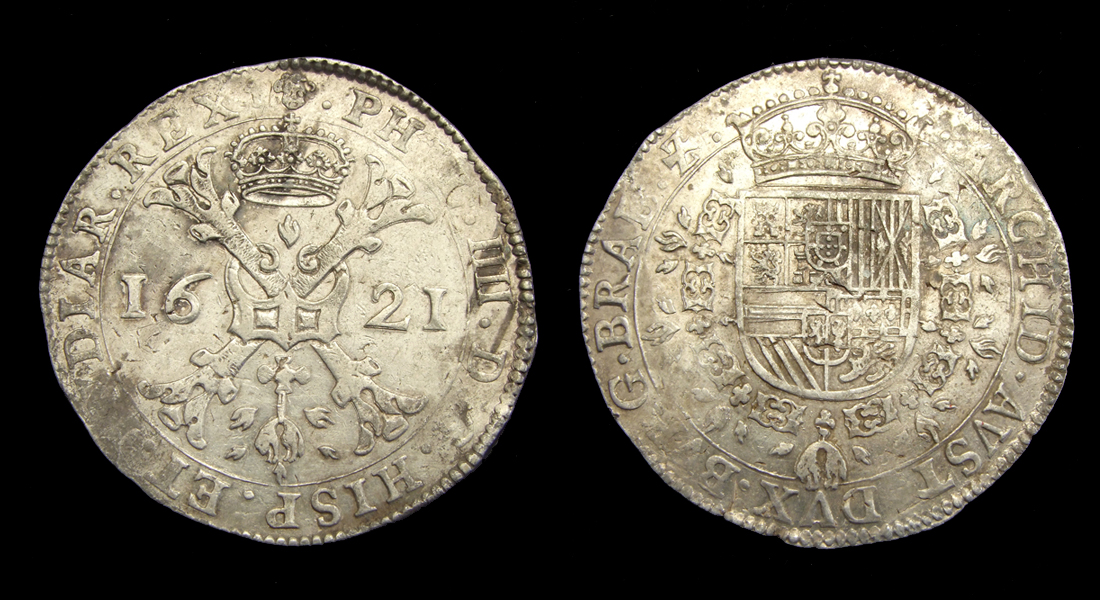
Альбертусдальдер, альбертусталер, крестовый (крыжовый) талер, крыжак

В 1612 году Альберт Австрийский и Изабелла Испанская, наместники испанского короля Филиппа III в Испанских (Габсбургских) Нидерландах, начали чеканить монету талерового типа с содержанием 24,65 г серебра, что на 1,33 г меньше, чем в рейхсталере. На одной стороне был изображён косой бургундский крест, на другой — герб Испании. Легенда, включавшая имена и титулы Альберта и Изабеллы (позже появилось ещё и имя испанского короля), начиналась на аверсе и заканчивалась на реверсе. Год чеканки, как правило, не указывался. Выпускались также дробные — половина и четверть дальдера.
Первоначально монета предназначалась для торговли с германскими государствами, затем начала активно использоваться в прибалтийских странах и в Восточной Европе, став одной из наиболее известных торговых монет XVII—XVIII веков. Её подражания выпускались в Брауншвейге, Гольштейне, Пруссии, Курляндии, Венгрии, Дании, в других странах. По имени Альберта эта разновидность дальдера получила название «альбертусдальдер» (в русскоязычной литературе чаше «альбертусталер» от нем. Albertustaler), а по изображённому на ней кресту — «крестовый дальдер». В Испании за ней закрепилось название «патагон».

### Серебряный дукат
Выпуск альбертусдальдера в Испанских Нидерландах продолжался почти до их перехода из-под контроля Испании к Австрии в 1713 году. В 1659 году, ввиду большой популярности монеты, её подражание начали выпускать все Соединённые провинции. Здесь монета чеканилась до 1806 года и официально называлась «серебряный дукат», хотя в обиходе чаще именовалась так же, как и близкая по типу монета — «рейксдальдер». Содержание чистого серебра в серебряном дукате соответствовало прототипу — альбертусдальдеру (24,65 г), но оформление было другим. На одной стороне помещался коронованный герб Генеральных штатов, на другой — рыцарь в полный рост со щитом у левой ноги.

### Прочие разновидности
Помимо перечисленных выше существовало множество других разновидностей дальдеров. В данном разделе представлены некоторые из них.
Стефансдальдер — дальдер, выпускавшийся с 1532 года в Неймегене с изображением Святого Стефана.
Рейксдальдер Святого Яна — рейксдальдер Гронингена 1561—1602 годов в форме клиппы с изображением апостола Иоанна.
Вельд-дальдер — деньги чрезвычайных обстоятельств, в частности, дальдер, выпускавшийся в 1795 году во время осады Люксембурга, тогда провинции Австрийских Нидерландов, французскими войсками.

## Дальдер после 1839 года

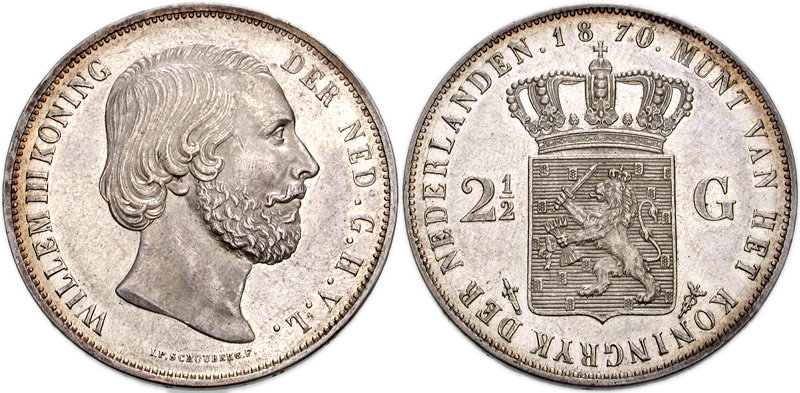
гульдена, дальдер

В 1679 году по предложению Голландии и Западной Фрисландии основной денежной единицей Соединённых провинций Нидерландов стал гульден, состоящий из 20 стюверов и содержавший 9,65 г серебра (с 1816 года — 9,61 г). Были выпущены монеты достоинством 3, 2, 1+1⁄2, 1, 1⁄2 и 1⁄4 гульдена. Также продолжали чеканиться разновидности дальдера — лёвендальдер, дукатон, а также рейксдальдеры (рейксдальдер Соединённых провинций и серебряный дукат, содержавшие соответственно 25,69 и 24,65 г серебра). Рейксдальдеры по содержанию серебра соответствовали 2+1⁄2 гульдена, поэтому в новой денежной системе именно к этому номиналу были приравнены.
В 1816 году Королевство Нидерланды перешло на десятичную денежную систему, при которой 1 гульден равнялся 100 центам. Были выпущены монеты достоинством в 3, 1, 1⁄2 гульдена. При этом выпуск рейксдальдеров был прекращён. Однако уже в 1839 году появилась монета достоинством 2+1⁄2 гульдена, которая тут же получила привычное неофициальное название «рейсдальдер». Чеканилась она вплоть до перехода Нидерландов на евро в 2002 году.

## Дальдеры нидерландских колоний

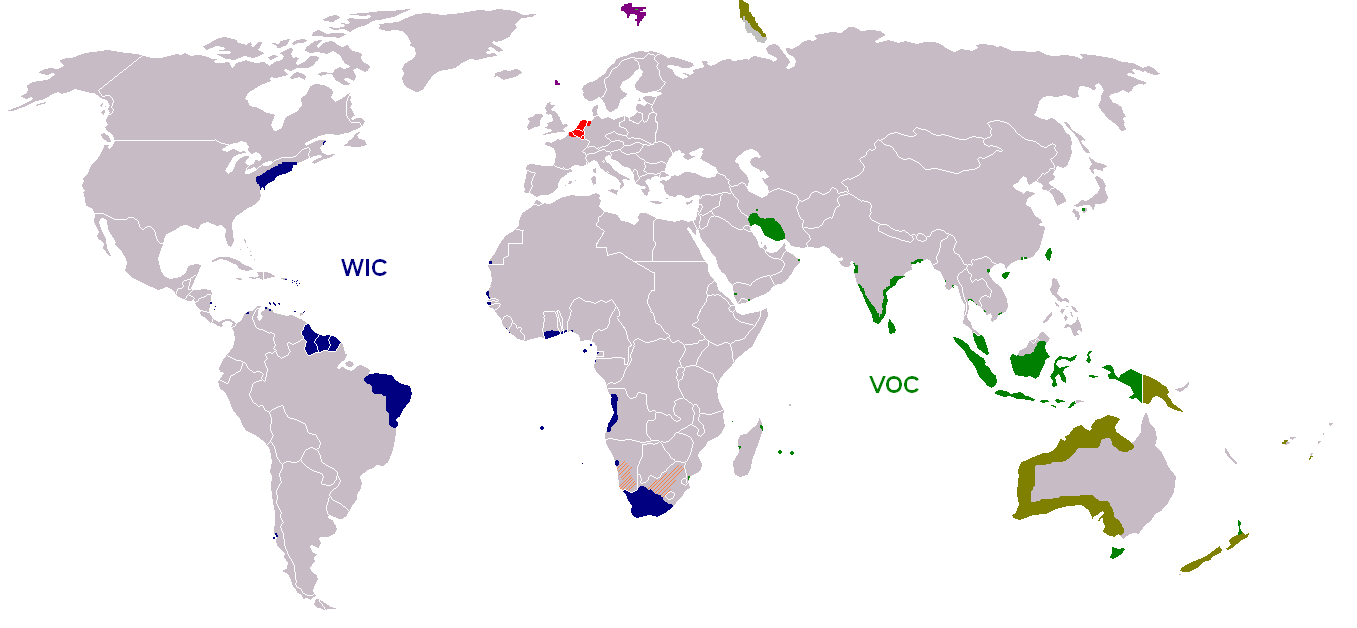
Территории, ставшие объектами экспансии Нидерландов.
Голландия (метрополия)
сфера контроля Голландской Ост-Индской компании
сфера контроля Голландской Вест-Индской компании
сфера контроля Северной компании
нереализованные территориальные претензии Голландии

Вскоре после обретения независимости от Испании (конец XVI века) Северные Нидерланды начали проводить активную торговую и колониальную экспансию. К XVIII веку нидерландскими колониями являлись территории Гвианы, Индонезии, Цейлона, фактории нидерландских торговых компаний (прежде всего Ост-Индской и Вест-Индской) были созданы во многих других регионах мира. Повсеместно использовались основные торговые монеты Нидерландов (лёвендальдер, патагон). В ряде случаев выпускались местные монеты или банкноты, номинированные в рейксдальдерах.

### Рейксдальдер Голландской Ост-Индии
Первая голландская торговая экспедиция появилась на островах, которые в настоящее время входят в состав Индонезии, 23 июня 1596 года. С этого момента началась голландская колонизация Малайского архипелага и западной части Новой Гвинеи. В 1602 году мелкие конторы объединились в Ост-Индскую компанию, а контролируемая ей территория получила название Голландская (Нидерландская) Ост-Индия. В 1800 году после банкротства и национализации компании, Голландская Ост-Индия стала официальной колонией Нидерландов и оставалась таковой до японской оккупации в марте 1942 года.
Вместе с первыми европейцами в Индонезии появились золотые монеты Португалии и Венеции, а также серебряные испанские песо, отчеканенные в Мексике, Перу и Боливии. Имели также хождение китайские и японские бронзовые монеты. Золотые японские монеты и серебряные индийские рупии снабжались нидерландским клеймом. В 1726 году специально для Голландской Ост-Индии были выпущены монеты, номинированные в стюверах, а ещё через 20 лет, в 1746 году, Ост-Индская компания открыла на острове Ява первый банк, который получил монопольное право на выпуск банкнот. В 1782 году он отпечатал денежные знаки, номинированные в рейксдальдерах и приравненные к испанскому песо (доллару). 1 мая 1812 года были напечатаны банкноты, чей номинал был указан уже непосредственно в долларах, в 1814-м — в рупиях. В 1815 году начат выпуск банкнот в гульденах, а 14 января 1817 года гульден Голландской Ост-Индии (приравнен к нидерландскому гульдену) стал основной денежной единицей колонии.

### Рейксдальдер и риксдоллар Цейлона
До 1602 года большую часть Цейлона (в настоящее время остров Шри-Ланка) контролировали португальцы, однако постепенно увеличивалось присутствие голландцев. К 1658 году контроль над островом полностью перешёл к голландской Ост-Индской компании, действовавшей в союзе с государством Канди. Поначалу голландцы не выпускали монет специально для своих территорий на Цейлоне, ограничиваясь надчеканкой уже находящихся в обращении монет, а также завозом их из Голландской Ост-Индии (медные монеты) и Нидерландов (золотые и серебряные). В 1660 году начался выпуск локальных медных стюверов, а в 1784-м — серебряных рупий. В 1785—1794 годах нидерландские власти выпускали кредитные, а в 1794—1800 годах — казначейские билеты, номинированные в рейксдальдерах.
В 1795—1796 годах остров перешёл под контроль английской Ост-Индской компании, а в 1802-м стал коронной колонией. В 1803-м англичане аннулировали все банкноты, выпущенные нидерландскими властями, выпустив вместо них собственные деньги, номинированные в риксдолларах (англ. rix-dollar — калька с привычного для Цейлона рейксдальдера) и эквивалентные по содержанию серебра 1⁄50 фунта стерлингов. В 1808 году проба монеты при сохранении общего веса была понижена до 800-й, и риксдоллар стал равняться 1⁄60 фунта (4 пенса). В 1812-м риксдоллар был приравнен к 21 пенсу. Все это время во внутреннем обращении Цейлона активно использовалась индийская рупия, а 22 марта 1823 года законным средством платежа была формально объявлена мадрасская рупия (1 рупия = 1+1⁄3 риксдлоллара, с 4 апреля 1825 года 1 риксдоллар или 18 пенсов).
1 января 1872 года национальной валютой Цейлона стала цейлонская рупия (с 1972 года шри-ланкийская рупия), состоящая из 100 центов.

### Рейксдальдер и риксдоллар Капской колонии
В 1652 году голландский исследователь и мореход Ян ван Рибек основал Кейптаун в качестве фактории для остановок кораблей Ост-Индской компании. Некоторое время голландцы завозили в регион монеты, но не чеканили их на месте. В нидерландской Капской колонии имели хождение золотые и серебряные британские (гинея), нидерландские (гульден, рейксдальдер, дукатон), португальские (джойс), итальянские, японские (кобан), индийские (рупия) и даже российские (рубль) монеты. Но основной было испанское песо.
Впоследствии[когда?] голландская Ост-Индская компания начала выпуск собственных монет и банкнот для Капской колонии. Это были реалы, повторявшие оформление испанских реалов, рейкдальдеры, шиллинги и стюверы, между которыми было установлено следующие соотношения: 1 рейксдальдер = 8 шиллингов = 48 стюверов. Первоначально капский рейксдальдер был приравнен к нидерландскому, но с 1770 года стал равен 0,96 нидерландского рейксдальдера (или 0,2 фунта стерлингов).
В 1782 году из-за нехватки монет губернатор Капской колонии Иоахим ван Плеттенберг ввёл первые бумажные деньги Южной Африки. Они были номинированы в рейксдальдерах и стюверах и выписывались от руки от имени Ост-Индской компании, пока в 1803 году не появились первые отпечатанные банкноты.
В 1795 году, когда Нидерланды оказались под властью наполеоновской Франции, Капскую колонию захватили англичане. В 1803-м в результате Амьенского мира они ненадолго вернули захваченные территории на юге Африки, но уже в 1806-м опять установили контроль над Кейптауном, который рассматривался в качестве наиважнейшего транзитного пункта в торговле и колонизации стран, расположенных в бассейне Индийского океана. В этот короткий промежуток времени, с 1803 года по 1806-й, голландцы опять выпустили для своей Капской колонии монеты, номинированные в гульденах. Однако из-за продолжавшихся военных действий они так и не были доставлены на юг Африки и оказались на острове Ява.
Венский конгресс 1814 года передал южноафриканские территории Великобритании в «вечное пользование», однако в Капской колонии продолжали действовать голландские банки и компании, опиравшиеся на многочисленных африканеров (буров), хотя их значение постепенно снижалось (см. статью «Великий трек»). В 1808 годах британские власти выпустили банкноты, номинированные в капских риксдолларах, которые печатались до 1865 года. Параллельно англичане старались повысить значение во внутреннем обращении собственных монет. Уже с 1806 года они начали активно ввозиться в колонию, чтобы вытеснить иностранные. С 1825 года фунт стерлингов был официально объявлен официальной валютой Капской колонии, а в 1835-м начался выпуск местных банкнот, номинированных в фунтах. Он продолжался до 10 августа 1920 года, когда официальной валютой Южно-Африканского Союза был объявлен южноафриканский фунт.

## Дальдер в России

Ефимок с признаком (брабантский патагон 1637 года с надчеканкой 1655-го)

Если не считать кратковременных выпусков золотых монет при Василии Шуйском и наградных червонцев при первых Романовых, то с начала систематической чеканки собственных монет (около 1380 года) и до реформы Алексея Михайловича (1654—1663) самым крупным номиналом Северо-Восточной Руси, а затем Русского царства была серебряная копейка. После реформы Елены Глинской (1534—1535), результатом которой стала унификация денежного обращения на базе копейки, денги и полушки, обращение ранее выпущенных русских монет, а также иностранных было запрещено. Последние однако продолжали выполнять важную роль во внешней торговле и оставаться сырьём для производства собственных российских монет. При этом действовало право свободной чеканки, когда за определённую плату любой мог заказать на монетном дворе производство монет из собственного серебра. Доля самого государства в чеканке была невелика. В 1648 году закупка серебра для производства монет была монополизирована, и основным сырьём стали талеры европейских государств. Их официальное название на Руси — «ефимки» (иногда встречается термин «тарель»), которое происходит от первой части названия чешского города Иоахимсталя (Яхимова), являвшегося одним из ключевых центров чеканки монет этого типа. Среди наиболее известных на территории Руси — немецкие иоахимсталеры (собственно ефимки), нидерландские альбертусдальдеры (патагоны, крестовые талеры; в России — «крестовый или крыжовый талер», «крыжак»), а также лёвендальдеры (львиные талеры, в России — «лёвок», «лёвковый талер», отсюда же «лёвковое, низкопробное серебро»). Так, например, в начале XVII века закупочная цена на патагоны составляла в среднем 48 копеек за монету, лёвендальдера (он закупался прежде всего для ювелирного производства) с более низким содержанием серебра — 38 копеек.
В начале 1655 года в ходе реформы Алексея Михайловича (1654—1663) талеры, получившие надчеканку («признак») в виде двух клейм (обыкновенной копейки и даты «1655») и приравненные к 64 копейкам, непосредственно участвовали во внутреннем обращении. Всего было надчеканено от 800 тыс. до 1 млн монет. Выпускались и надчеканенные половинки талеров, которые приравнивались к 32 копейкам. Эта группа монет получила название «ефимки с признаком». Их выпуск прекратился в том же 1655 году или в самом начале 1656-го, но из обращения они были изъяты только в 1659-м. Известны надчеканки на патагонах, нидерландских рейксдальдерах, лёвендальдерах первой половины XVII века. Встречались и подделки — фальшивые клейма прежде всего на более лёгких лёвендальдерах.
В 1701 году в ходе денежной реформы Петра I в обращение были выпущены серебряные монеты достоинством в гривенник, полуполтину и полтину. Появление новых монет было отмечено в гамбургском иллюстрированном периодическом издании Historische Remarques uber die neuesten Sachen Europa, где они были названы «талерами», «полуталерами», монетами в «10 шиллингов» или «5 грошей». На самом деле талером в европейском понимании была монета в один рубль, которая появилась только в 1704 году, весила 28 граммов и часто чеканилась непосредственно на талерах как на заготовках (на некоторых экземплярах даже просматриваются исходные изображения и надписи или сохранился оригинальный гурт).

## Список дальдеров
| Варианты названия                                                                                     | Нидерландский язык                     | Основные места чеканки                                               | Годы чеканки          | ЧВ / ОВ                   | Описание монеты |               |
| Филипсдальдер                                                                                         | Филипсдальдер                          | Филипсдальдер                                                        | Филипсдальдер         | Филипсдальдер             | Филипсдальдер | Филипсдальдер |
| --- | -------------------------------------- | -------------------------------------------------------------------- | --------------------- | ------------------------- | --- | ------------- |
| Дальдер Филиппа (филипсдальдер, королевский)                                                          | Daldre Philippus                       | Семнадцать провинций Южные Нидерланды?                               | 1559—1567?            | 28,55 / 34,28             | Филипп II / Герб Испании |               |
| Реал Лестера (лестерреал)                                                                             | ?                                      | Соединённые провинции                                                | 1586—1588?            | 28,55 / 34,28             | Роберт Дадли, граф Лестер / Гербы шести провинций вокруг пучка стрел |               |
| Дальдер Рудольфа (рудольфсдальдер)                                                                    | ?                                      | Соединённые провинции (Кампен)                                       | ?—1601                | 28,55 / 34,28             | Рудольф II / Гербовый щит |               |
| Лёвендальдер и штатендальдер                                                                          |                                        |                                                                      |                       |                           | |               |
| Дальдер со львом (лёвендальдер, львиный)                                                              | Leeuvendaalder                         | Семнадцать провинций Соединённые провинции                           | 1575—?                | 20,74 / 27,65             | Рыцарь в доспехах с гербовым щитом провинции в левой руке / Лев на задних лапах |               |
| Государственный дальдер (штатендальдер)                                                               | Staatendaalder                         | Семнадцать провинций Южные Нидерланды                                | 1577?—1579?           | 22,74 / 30,47             | Филипп II в короне со скипетром / Герб Испании, вокруг цепь Ордена Золотого руна |               |
| Рейксдальдер                                                                                          |                                        |                                                                      |                       |                           | |               |
| Брабантский дальдер (бургундский)                                                                     | Daldre de Bourgogne                    | Испанские Нидерланды                                                 | 1567—1612?            | 26,253 / 29,595 (29,535?) | |               |
| Рейксдальдер Святого Яна                                                                              | St. Jans rijksdaalder                  | Соединённые провинции (Гронинген)                                    | 1561—1602             | 30,98 / 35,00             | Иоанн Богослов / Двуглавый орёл |               |
| Рейксдальдер со шлемом (гехельмтеррейксдальдер), в том числе дальдер принца (княжеский, принцдальдер) | Gehelmter rijksdaalder, prinzendaalder | Соединённые провинции (Дордрехт)                                     | 1583—1603             | н/д                       | Вильгельм I Оранский (рейксдальдер Вильгельма Оранского), Мориц Оранский (рейксдальдер Морица Оранского) или фризский дворянин (западно-фризский рейксдальдер со шлемом) с мечом / Гербовый щит под шлемом |               |
| Рейксдальдер Лестера (лестеррейксдальдер)                                                             | Leijcesterdaalder                      | Соединённые провинции (кроме Фрисландии и Гронингена)                | 1586—1604             | 25,97 / 29,24             | Роберт Дадли, граф Лестер с мечом, пучок стрел в левой руке / Гербовый щит, образованный из гербовых щитов провинций                                                                                       |               |
| Нидерландский рейксдальдер (союзный, унириксдальдер)                                                  | Rijksdaalder                           | Соединённые провинции (кроме Гронингена)                             | 1606—1700             | 25,69 / 29,03             | Рыцарь с мечом, гербовый щит провинции в левой руке / Гербовый щит Соединённых провинций под короной |               |
| Рейксдальдер с орлом (орлиный, арендрейксдальдер)                                                     | Arendsrijksdaalder                     | Соединённые провинции Австрийские Нидерланды                         | 1583—1653             | 25,69 / 29,03             | Бородатый мужчина в берете и с мечом, гербовый щит провинции и проч. / Двуглавый орёл |               |
| Дукатон                                                                                               |                                        |                                                                      |                       |                           | |               |
| Дукатон (серебряный всадник, рейдер, рейдердальдер)                                                   | Dukaton, zilveren rijder               | Южные Нидерланды Соединённые провинции (Гельдерн, Фрисландии и др.?) | 1581?—1585, 1618—1794 | 30,85 / 32,78             | Скачущий всадник / Испанский, затем австрийский (на Юге) или нидерландский (на Севере) гербовый щит между двумя львами                                                                                     |               |
| Лёгкий дальдер                                                                                        |                                        |                                                                      |                       |                           | |               |
| Провинциальный дальдер, (провинциалдальдер, лёгкий)                                                   | Provinzialdaalder (daalder)            | Соединённые провинции                                                | 1676—1694             | 14,39 / 15,88             | Разные |               |
| Дальдер с орлом (орлиный, арендсдальдер)                                                              | Arendsdaalder                          | Соединённые провинции (Зеландия, Фрисландия)                         | 1602—1619             | 15,51 / 20,68             | Гербовый щит, обозначение номинала «60» (гротов) / Двуглавый орёл |               |
| Дальдер со стрелами (коггердальдер)                                                                   | Koggerdaalder                          | Соединённые провинции (Фрисландия)                                   | 1601, 1682, 1687      | 14,53 / 19,19             | Гербовый щит Фрисландии / Четыре гербовых щита вокруг пучка стрел |               |
| Патагон                                                                                               |                                        |                                                                      |                       |                           | |               |
| Патагон (дальдер Альберта, альбертусдальдер, круиздальдер, крестовый)                                 | Albertusdaalder, kruisdaalder, patagon | Южные Нидерланды                                                     | 1612—1711             | 24,65 / 28,10             | Косой бургундский крест / Герб Испании |               |
| Серебряный дукат                                                                                      | Zilveren dukaat                        | Соединённые провинции                                                | 1659—?                | 24,66 / 28,25             | Рыцарь в доспехах с гербовым щитом провинции в левой руке / Гербовый щит Соединённых провинций под короной                                                                                                 |               |
| Прочие                                                                                                |                                        |                                                                      |                       |                           | |               |
| Дальдер Святого Стефана (стефансдальдер)                                                              | Stephansdaalder                        | Соединённые провинции (Неймеген)                                     | 1532—?                | н/д                       | Стефан Первомученик |               |
| Полевой дальдер (вельддальдер, осадный)                                                               | Velddaalder                            | осаждаемые города Нидерландов и Люксембурга                          | 1795                  | н/д                       | н/д |               |
| Роскошный дальдер (пронкдальдер, блестящий, красивый)                                                 | Pronkdaalder                           | Испанские Нидерланды                                                 | н/д                   | ? / 61,2                  | Филипп II / Испанский герб, окруженный восемнадцатью гербами провинций и стран, зависимых от Испании |               |